# Mała Furkaska
Mała Furkaska (1133 m n.p.m.) – reglowy szczyt nad Doliną Chochołowską w polskich Tatrach Zachodnich. Znajduje się w północnej grani Wołowca pomiędzy Koryciańską Czubą a Siwiańskimi Turniami. Przez szczyt Małej Furkaski przebiega granica polsko-słowacka. Południowe stoki opadają do polskiej doliny Małe Koryciska (odnoga Doliny Chochołowskiej), północne do słowackiej Doliny Cichej Orawskiej.
Mała Furkaska jest całkowicie porośnięta lasem. Nie przebiegają przez nią żadne szlaki turystyczne.